# Rhytidoponera mayri
Rhytidoponera mayri är en myrart som först beskrevs av Carlo Emery 1883.  Rhytidoponera mayri ingår i släktet Rhytidoponera och familjen myror. Inga underarter finns listade i Catalogue of Life.